# Rineloricaria heteroptera
Rineloricaria heteroptera és una espècie de peix de la família dels loricàrids i de l'ordre dels siluriformes.

## Morfologia
Els mascles poden assolir els 13,3 cm de longitud total.

## Distribució geogràfica
Es troba al riu Amazones (prop de Manaus, Brasil).